# Vjekoslav Bajsić
Vjekoslav Bajsić (Čakovec,1924. – Zagreb, 1994.) hrvatski filozof i teolog, svećenik Zagrebačke nadbiskupije, profesor filozofije na Katoličkom bogoslovnom fakultetu i njegovim institutima u Zagrebu, odgovorni urednik i autor mnogih izdanja Kršćanske sadašnjosti, mislitelj svjetskog ugleda.
Studij filozofije i teologije završio je na Gregorijanskon sveučilištu u Rimu 1961. godine. Nakon studijskog boravka u Rimu i južnom Tirolu, gdje se oporavljao od bolesti pluća, vratio se u domovinu 1962. godine te započeo predavati filozofiju na Katoličkom bogoslovnom fakultetu u Zagrebu gdje se i habilitirao radom Filozofski problemi hominizacije (1966.) Obnašao je i druge dužnosti: knjižničar, dekan fakulteta, član brojnih povjerenstava, član Vijeća Biskupske konferencije Jugoslavije za one koji ne vjeruju i član Europskog društva za katoličku teologiju. Objavljivao je brojne studije i članke.

## Djela
- Na rubovima Crkve i civilizacije (1972.)
- Strah za granicu. Pitanja sadašnjeg trenutka (1980.)
- Ekologija slobode (1994.)
- Obrnuto vrijeme (1994.)

### Sabrani Bajsićevi radovi (ur. S. Kušar):
- Granična pitanja religije i znanosti. Studije i članci (1998.)
- Filozofija i teologija u vremenu. Članci i rasprave (1999.)
- Život i problemi crkvene zajednice. Članci, rasprave, materijali (2000.)
- Dijalog, reagiranja, polemike (2003.)

## Vanjske poveznice
- Bogoslovska smotra - u spomen Vjekoslavu Bajsiću